# 義務教育諸学校の教科用図書の無償に関する法律
義務教育諸学校の教科用図書の無償に関する法律（ぎむきょういくしょがっこうのきょうかようとしょのむしょうにかんするほうりつ、昭和37年3月31日法律第60号）は、義務教育諸学校の教科書が無償であることに関する法律である。
この法律は2つの条から構成されており、第1条は、義務教育諸学校の教科用図書は、無償とすること（第1項）および必要な事項は、別に法律で定める（第2項）と規定し、第2条でこの必要な事項を検討するため、義務教育諸学校の教科用図書を無償とする措置につき調査審議するため、文部大臣の諮問に応じて義務教育諸学校において使用する教科用図書を無償とする措置に関する重要事項を調査審議し、必要と認める事項を文部大臣に建議する学識経験のある者および関係行政機関の職員のうちから、文部大臣が任命された20名以内の委員で組織され臨時義務教育教科用図書無償制度調査会を文部省に置くことが規定されている。
1962年4月1日に施行され、臨時義務教育教科用図書無償制度調査会に関する規定（第2条）は、1963年3月31日限りその効力を失うこと等を規定している。
臨時義務教育教科用図書無償制度調査会の答申の趣旨を十分尊重された上で、義務教育諸学校の教科用図書の無償措置に関する法律案が国会に提出され、可決・成立した。